# Patricia Grohmann
Patricia Grohmann (* 27. Januar 1990 in Berlin) ist eine deutsche Volleyballspielerin.

## Karriere
Patricia Grohmann begann ihre Karriere beim Berliner Verein SG Rotation Prenzlauer Berg. 2004 kam sie zum Nachwuchs-Team VC Olympia Berlin. Patricia Grohmann war Kapitänin der DVV Jugend-Nationalmannschaft und wurde 2007 Jugend-Europameisterin. Von 2009 bis 2012 spielte sie in der deutschen Bundesliga beim SC Potsdam. In dieser Zeit hatte sie auch sieben Einsätze in der A-Nationalmannschaft. Von 2012 bis 2014 spielte Grohmann beim Ligakonkurrenten Köpenicker SC.
Patricia Grohmann ist Tochter des ehemaligen DDR-Volleyballnationalspielers Uwe Grohmann und der Beachvolleyballerin Michaela Grohmann.